# رودولف كامبفي
رودولف كايمبي (17 فبراير 1893 - 23 ديسمبر 1962) كان جنرالًا ألمانيًا خلال الحرب العالمية الثانية تولى القيادة على مستوى الفرقة والفيلق.

## سيرة شخصية
قاتل في الحرب العالمية الأولى على الجبهة الغربية وفي صربيا.
في أبريل 1937 ، حصل على قيادة فرقة المشاة الحادية والثلاثين، التي شارك بها في غزو بولندا ومعركة فرنسا. في مايو 1941، أصبح قائد Höheres Kommando zb V.VVV، أعيدت تسميته لاحقًا باسم XXXV Army Corps. في بداية صيف عام 1941، شارك في الهجوم على روسيا الوسطى. في 1 يوليو 1941، تمت ترقيته إلى جنرال المدفعية. في 19 ديسمبر 1941، حصل على الصليب الألماني من الذهب. في خريف عام 1942، تخلى عن قيادته ونُقل إلى فوهرريسيرف.
فيما يتعلق بمحاولة اغتيال هتلر في 20 يوليو 1944، قبض عليه الجستابو في 21 يوليو 1944. عندما انتهت الحرب في مايو 1945، لم يتم تحريره، ولكن تم أسره من قبل الجيش الأحمر وترحيله إلى الاتحاد السوفيتي. تم إطلاق سراحه من الأسر في خريف عام 1949 وعاد إلى ألمانيا.